# Sandy Lake, Pennsylvania
Sandy Lake là một thị trấn thuộc quận Mercer, tiểu bang Pennsylvania, Hoa Kỳ. Năm 2010, dân số của thị trấn này là 659 người.